# Acanthochondria shawi
Acanthochondria shawi – gatunek widłonoga z rodziny Chondracanthidae. Opisał go w 1935 roku chiński zoolog Yü Shou-Chie.